# Quai de Clichy
Le quai de Clichy est un quai bordant la Seine, de la commune de Clichy, dans le département français des Hauts-de-Seine.

## Situation et accès
Le quai suit le tracé de la route départementale 1.
Il commence dans le prolongement du quai Charles-Pasqua, anciennement quai Michelet, au niveau du pont ferroviaire d'Asnières qui est franchi en souterrain par le pont-rail Michelet.
Le quai croise ensuite la route départementale 909 (route d'Asnières) au pont d'Asnières, suivi par la rue du Bac-d'Asniéres, qui était un axe important avant la construction du pont et dont le nom a été porté par une rue parisienne dans son alignement, jusqu'en 1894.
Il arrive ensuite au pont de Clichy, suivi par la route départementale 911, et forme le point de départ du boulevard Jean-Jaurès et de la rue Martre.
Il se termine au rond-point du Général-Leclerc, d'où partent le quai Éric-Tabarly, et le boulevard du Général-Leclerc.

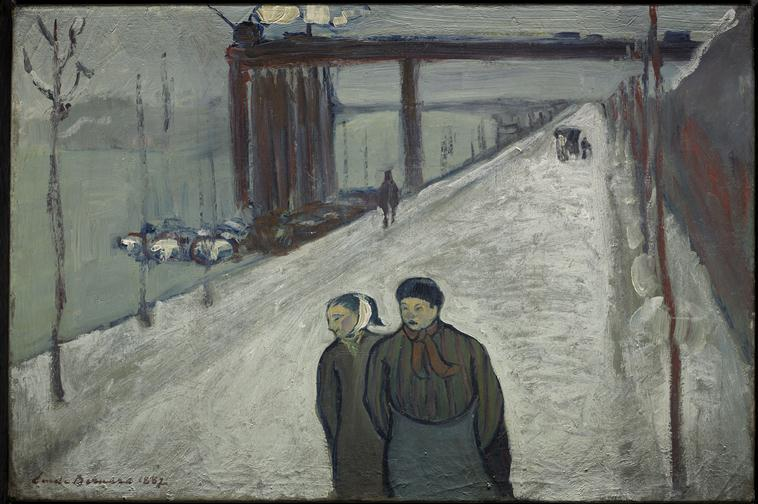
Quai de Clichy sur la Seine, Émile Bernard, 1887.
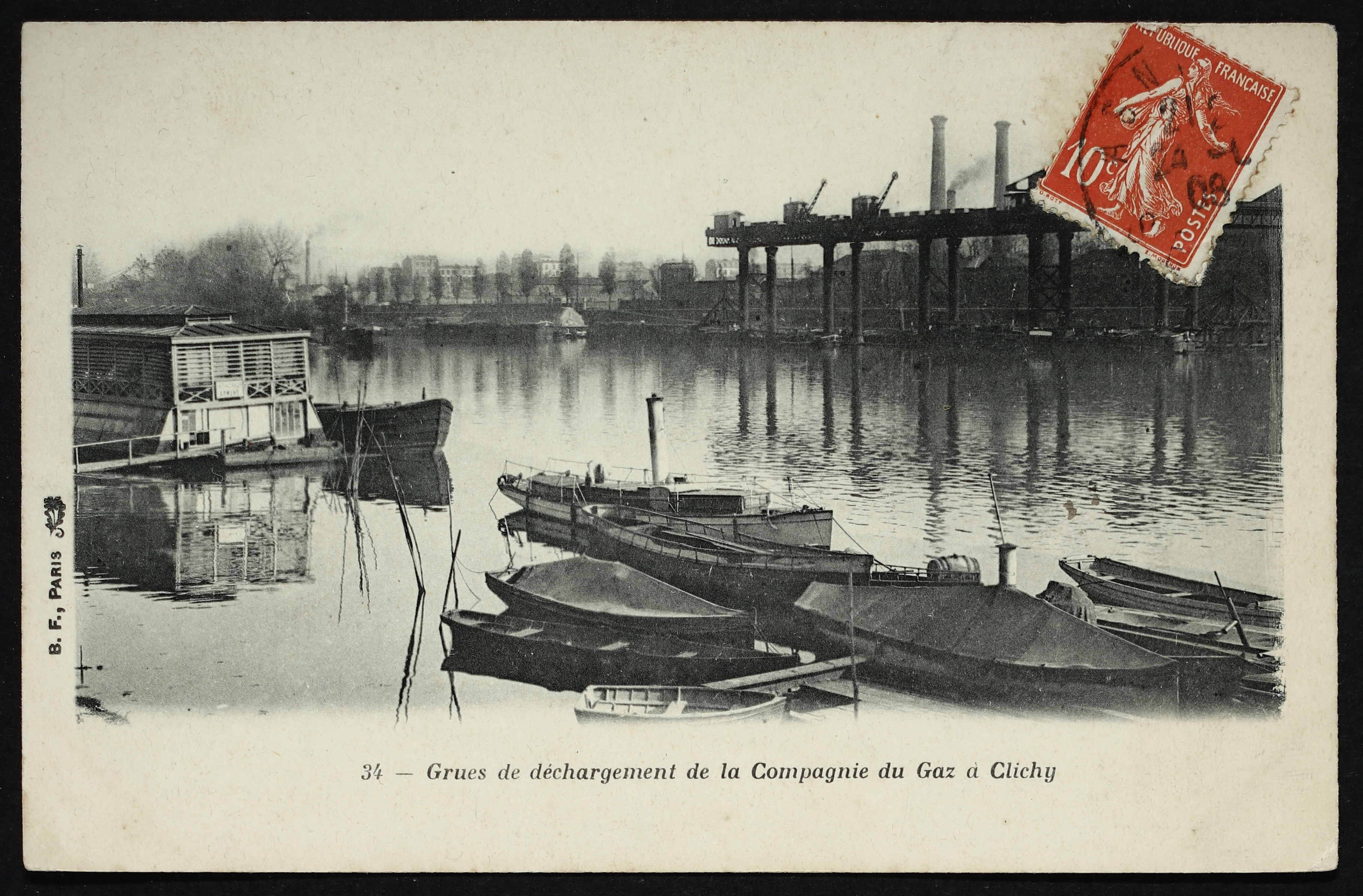
Grues de déchargement de la Compagnie du Gaz à Clichy, vers 1900.
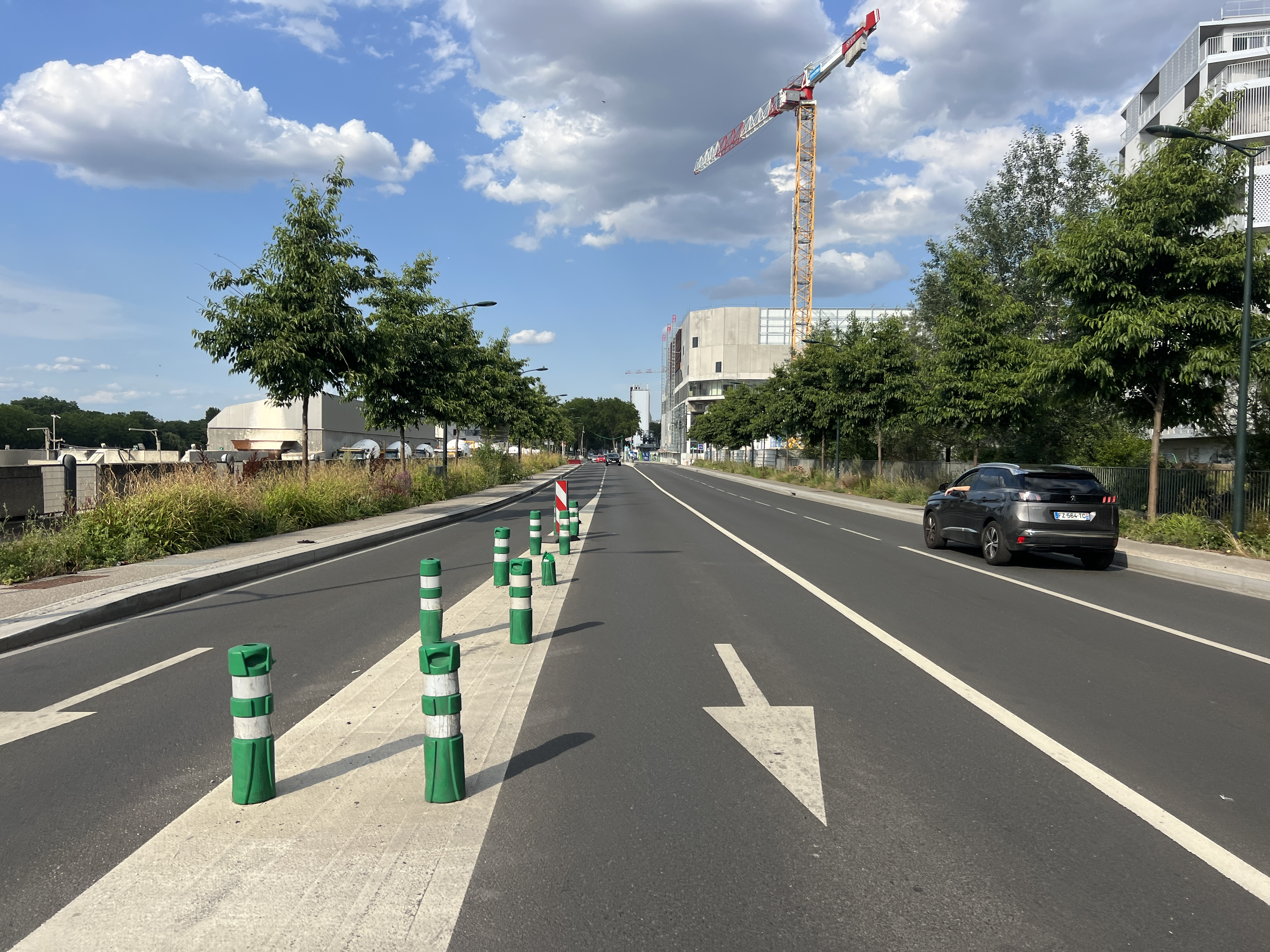
Le quai près du pont d'Asnières.

## Origine du nom
Le nom de ce quai est simplement dû à sa localisation géographique.

## Historique

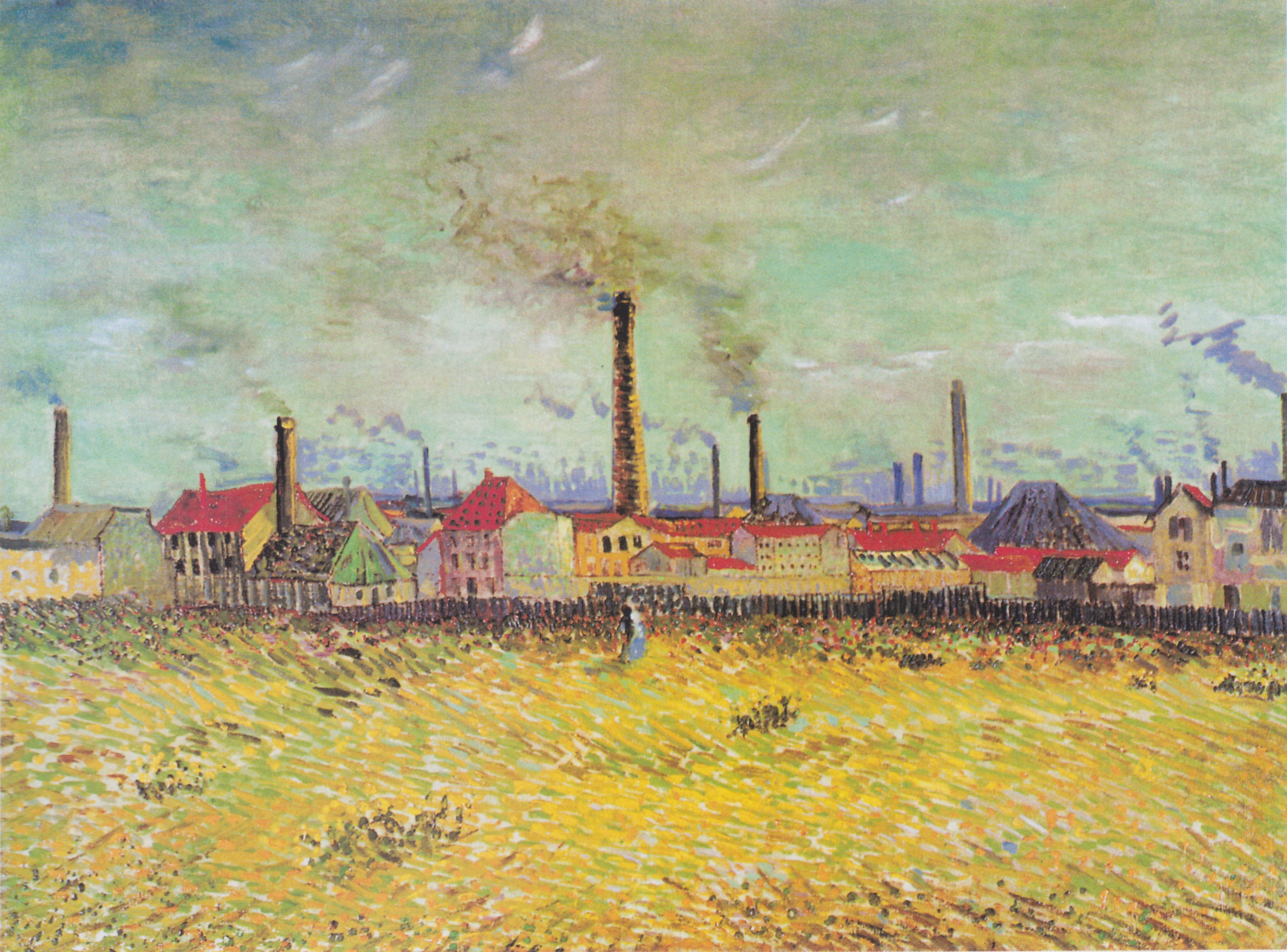
Usines à Asnières, vues du quai de Clichy, Vincent Van Gogh, 1887.

Ce quai est célèbre pour avoir été représenté par plusieurs peintres impressionnistes : 
- Quai de Clichy, temps gris, de Paul Signac[5] ;
- Usines à Asnières, vues du Quai de Clichy de Vincent Van Gogh, peint en 1887 ;
- Quai de Clichy sur la Seine d'Émile Bernard en 1887.

## Bâtiments remarquables et lieux de mémoire

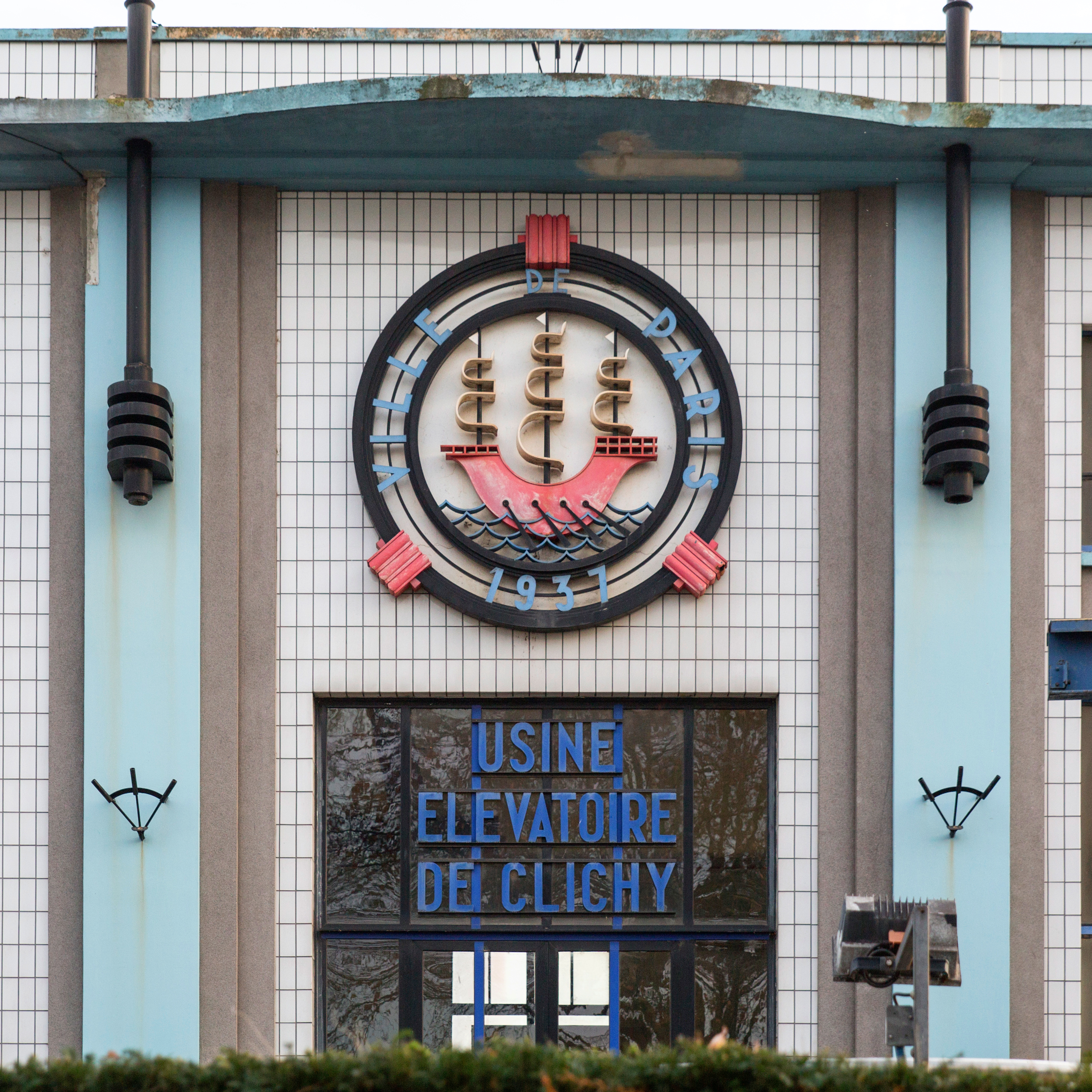
Usine élévatoire de Clichy.

- Stèle commémorant le décès en service commandé le 17 mars 2003 de trois policiers affectés au sein de la BAC du commissariat de Levallois-Perret[6].
- Pont de Clichy, construit en 1866 puis reconstruit en 1975.
- Usine élévatoire de Clichy[7],[8]. Cette usine a la fonction de prétraitement des eaux usées provenant des égouts de Paris et de pompage anti-crues[9].
- Emplacement d'ateliers de construction de wagons, revendus à la Compagnie des chemins de fer de l'Ouest, par suite de sa fusion avec les Établissements Neveu, puis devenus en 1875 une usine à gaz, par suite de la vente des terrains à la ville de Paris[10].
- L'ingénieur Gustave Eiffel y vécut[11].